# Ládbesenyő
Ládbesenyő är en ort i Ungern.   Den ligger i provinsen Borsod-Abaúj-Zemplén, i den norra delen av landet, 160 km nordost om huvudstaden Budapest. Ládbesenyő ligger 178 meter över havet och antalet invånare är 289.
Terrängen runt Ládbesenyő är platt. Runt Ládbesenyő är det ganska tätbefolkat, med 72 invånare per kvadratkilometer. Närmaste större samhälle är Edelény, 6,2 km sydväst om Ládbesenyő. Trakten runt Ládbesenyő består till största delen av jordbruksmark.